# روبرتو آنتونلی
روبرتو آنتونلی(به ایتالیایی: Roberto Antonelli) (زاده ۲۹ مه ۱۹۵۳) بازیکن فوتبال سابق ایتالیایی‌است.
پسر وی لوکا آنتونلی نیز بازیکن فوتبال است و در حال حاضر عضو باشگاه جنوا است.

## افتخارات

### باشگاهی
- آ.ث. میلان
  - سری آ: ۱۹۷۸–۷۹
  - سری بی: ۱۹۸۰–۸۱
  - جام میتروپا: ۱۹۸۱–۸۲